# Yin Qiao
Yin Qiao (Chinees: 殷 俏) (Liaoyang, 2 juli 1985) is een voormalig biatlete uit China. Ze vertegenwoordigde haar vaderland op de Olympische Winterspelen 2006 in Turijn.

## Resultaten

### Olympische Winterspelen
| Jaar | Plaats | Onderdeel   | Onderdeel | Onderdeel     | Onderdeel  | Onderdeel |
| Jaar | Plaats | Individueel | Sprint    | Achtervolging | Massastart | Estafette |
| ---- | ------ | ----------- | --------- | ------------- | ---------- | --------- |
| 2006 | Turijn | 31e         | –         | –             | –          | 9e        |

### Wereldkampioenschappen
| Jaar | Plaats     | Onderdeel                               | Onderdeel                               | Onderdeel                               | Onderdeel                               | Onderdeel                               | Onderdeel          |
| Jaar | Plaats     | Individueel                             | Sprint                                  | Achtervolging                           | Massastart                              | Estafette                               | Gemengde estafette |
| ---- | ---------- | --------------------------------------- | --------------------------------------- | --------------------------------------- | --------------------------------------- | --------------------------------------- | ------------------ |
| 2005 | Hochfilzen | –                                       | 14e                                     | 39e                                     | 26e                                     | 11e                                     | –                  |
| 2006 | Pokljuka   | Niet gehouden vanwege Olympische Spelen | Niet gehouden vanwege Olympische Spelen | Niet gehouden vanwege Olympische Spelen | Niet gehouden vanwege Olympische Spelen | Niet gehouden vanwege Olympische Spelen | –                  |
| 2007 | Antholz    | 14e                                     | –                                       | –                                       | 19e                                     | 6e                                      | –                  |

### Wereldkampioenschappen junioren
| Jaar | Plaats          | Onderdeel   | Onderdeel | Onderdeel     | Onderdeel |
| Jaar | Plaats          | Individueel | Sprint    | Achtervolging | Estafette |
| ---- | --------------- | ----------- | --------- | ------------- | --------- |
| 2003 | Kościelisko     | –           | 11e       | DNF           | 6e        |
| 2004 | Haute Maurienne | 38e         | 13e       | 26e           | –         |

### Wereldbeker
Eindklasseringen
| Seizoen   | Algemeen | Individueel | Sprint | Achtervolging | Massastart |
| --------- | -------- | ----------- | ------ | ------------- | ---------- |
| 2004/2005 | 39e      | –           | 33e    | 47e           | 26e        |
| 2005/2006 | 84e      | –           | –      | 64e           | –          |
| 2006/2007 | 37e      | 11e         | 48e    | 58e           | 39e        |